# Physonota unipunctata
Physonota unipunctata är en skalbaggsart som först beskrevs av Thomas Say 1824.  Physonota unipunctata ingår i släktet Physonota och familjen bladbaggar. Inga underarter finns listade i Catalogue of Life.